# 토비 매과이어
토비 매과이어(영어: Tobias Vincent "Tobey" Maguire, 1975년 6월 27일 ~ )는 미국의 배우, 영화 제작자이다. 샘 레이미의 스파이더맨 3부작의 주인공인 피터 파커 역으로 잘 알려져 있다.

## 출연 작품
- 스파이더맨 (2002) - 피터 파커/스파이더맨 역
- 스파이더맨 2 (2004) - 피터 파커/스파이더맨 역
- 스파이더맨 3 (2007) - 피터 파커/스파이더맨 역
- 브라더스 (2009) - 캡틴 샘 케이힐 역
- 위대한 개츠비 (2013)
- 보스 베이비 (2017) - 성인 팀 / 내레이션 역 (목소리)
- 노바디 (기획)
- 스파이더맨: 노 웨이 홈 (2021) - 피터 파커/스파이더맨 역
- 바빌론 (2022) - 찰리 채플린 역